# Ulrik le Fevre
Ulrik le Fevre (Vejle, 25 de junio de 1946-24 de febrero de 2024) fue un futbolista danés que jugó en la posición de extremo.

## Carrera

### Club
| Periodo   | Club                     | Apariciones | Goles |
| --------- | ------------------------ | ----------- | ----- |
| 1965–1969 | Vejle BK                 | 156         | 31    |
| 1969–1972 | Borussia Mönchengladbach | 90          | 21    |
| 1972–1977 | Club Brugge              | 143         | 34    |
| 1977–1978 | Vejle BK                 | 18          | 7     |

### Selección nacional
Jugó para Dinamarca en 37 ocasiones de 1965 a 1976 y anotó siete goles.

## Fallecimiento
Le Febre falleció luego de una larga enfermedad el 24 de febrero de 2024.

## Logros

### Club
- Bundesliga:[4] 1969–70, 1970–71
- Belgian First Division:[5] 1972–73, 1975–76, 1976–77
- Belgian Cup: 1976–77
- Jules Pappaert Cup:[6] 1972
- Superliga danesa: 1978

### Individual
- Gol del Año en Alemania Federal: 1971[7]